# Bean (filme)
Bean (bra: Mr. Bean - O Filme; prt: Bean - Um Autêntico Desastre), também referido originalmente como Bean: The Ultimate Disaster Movie é um filme de comédia lançado em 1997 e baseado na série de televisão britânica Mr. Bean. Dirigido por Mel Smith e escrito por Robin Driscoll e Richard Curtis (ambos veteranos como escritores do seriado original), o filme é estrelado por Rowan Atkinson como Mr. Bean, Peter MacNicol, Pamela Reed, Harris Yulin e Burt Reynolds.
O filme é uma produção britânica-americana e foi realizado pela Working Title Films e pela Tiger Aspect, sendo distribuído originalmente pela PolyGram Filmed Entertainment no Reino Unido e pela Gramercy Pictures nos Estados Unidos (com seus direitos adquiridos posteriormente pela Universal Pictures em 1998).
Bean foi lançado no Reino Unido em 2 de agosto de 1997 e nos Estados Unidos em 7 de novembro de 1997. Foi recebido com críticas mistas, mas se tornou um sucesso de bilheteria arrecadando US$ 250 milhões em todo o mundo contra um orçamento estimado em US$ 18 milhões. Dez anos mais tarde foi lançada uma sequência indireta intitulada Mr. Bean's Holiday pela Universal Pictures.

## Enredo

A Mãe de Whistler (de James McNeill Whistler), quadro que Mr. Bean acidentalmente borra no filme.

Mr. Bean trabalha como vigia de segurança no museu Royal National Gallery, em Londres. Apesar de ser bem-intencionado, o sujeito inadvertidamente comete atitudes desastrosas e destrutivas. Os membros do conselho de administração do museu passam a cogitar a demissão de Bean por ele dormir excessivamente durante a sua função no local, mas são impedidos pelo presidente do museu, que confia firmemente no trabalho de Bean; o conselho então sugere ao presidente que Bean seja enviado a Galeria de Arte Grierson, em Los Angeles, como representante do museu durante a cerimônia de transferência do quadro A Mãe de Whistler, comprado pelo filantropo General Newton por cinquenta milhões de dólares, a qual o presidente da Royal concorda. Ao chegar nos Estados Unidos, Bean é recebido pelo curador local, David Langley, que está impressionado com o perfil falso do "Dr. Bean", e que planeja acomodá-lo em sua casa por dois meses, para desgosto de sua esposa Alison, seu filho Kevin e sua filha Jennifer. Depois que Bean causa acidentalmente uma confusão com a polícia no aeroporto de Los Angeles e quebrar um objeto de vidro valiosíssimo para esposa de David, Alison ruma para a casa de sua mãe junto com Kevin e Jennifer, deixando David e Bean sozinhos em sua casa.
David começa a questionar a inteligência de Bean depois que ele sugere que eles vão para um parque de diversões onde Bean modifica o painel de controle de um brinquedo simulador de montanha russa para torná-lo mais empolgante para ele, fazendo com que o cidadão inglês seja detido uma segunda vez pela  polícia. Quando David questiona Bean sobre seus conhecimentos, ele descobre que Bean não é um especialista em artes como presumidamente haviam alegado; as coisas pioram quando Bean acidentalmente desfigura a pintura de Whistler logo após a chegada dela do Reino Unido. Temendo perder o emprego e possivelmente enfrentar acusações criminais pelos danos, David fica desanimado e se embebeda; sua esposa e filhos retornam para casa e encontram David embriagado.
Para salvar a vida de David e não ser preso novamente, Bean entra escondido na Galeria  Grierson, distrai o guarda colocando laxante em seu café e substitui a pintura original desfigurada por um cartaz de mesmo tamanho; o plano funciona no dia seguinte durante a cerimônia, enganando todos, incluindo o comprador Gen. Newton. Bean quase entra em pânico quando precisa fazer um discurso para os jornalistas, mas faz um monólogo improvisado, sentimental e profundo sobre a pintura, que conquista o elogio e a aprovação de todos.
Após o discurso, Bean e David são abordados pelo tenente Brutus (que deteve Bean nos dois incidentes anteriores). David inicialmente se preocupa pensando que a polícia descobriu sobre a troca do quadro quando, na verdade, ele é avisado de que sua filha Jennifer foi levada para um hospital depois de estar envolvida em um acidente de moto com seu namorado. David corre para o hospital para ficar com sua esposa, deixando Bean perambular pela área de recepção do hospital e ser confundido com um médico depois de pegar um estetoscópio que foi acidentalmente jogado no chão por um dos funcionários. Forçado a entrar em uma sala de cirurgia e vestindo vestimentas médicas, Bean se depara com Brutus, que foi anteriormente baleado enquanto emboscava um assaltante, na mesa de operações e então ele consegue remover a bala de seu corpo através de um procedimento pouco tradicional, salvando a vida do tenente. David, após também confundir Bean com um médico, implora a Bean por sua ajuda e pede para ele reanimar Jennifer de um coma, para o qual ele consegue depois de inadvertidamente causar um acidente com um desfibrilador que o faz saltar pousando em cima dela, acordando-a com o susto; após Bean tirar a máscara de cirurgia e se revelar, Bean pede que David e Alisson o recompensam permitindo que ele fique com eles por mais uma semana, a qual o casal concorda.
Após aproveitar alguns dias de férias com a família de David, Bean volta para Londres e é levado ao aeroporto por David, que o agradece pelo tempo que Bean passou com eles antes de voltar para Londres. Já em seu apartamento, Bean admira seu quarto que agora está decorado com fotos dele e dos Langleys, assim como a pintura original da Mãe de Whistler que ele borrou (com um desenho improvisado de um rosto no local do estrago), contrabandeara de volta com ele e que agora encontra-se decorando a sua parede, antes de ir para a cama com seu pequeno Teddy, seu urso de pelúcia.

## Produção

### Cenas deletadas e alternativas
O lançamento norte-americano difere do lançamento internacional, já que inclui uma cena adicional:
- David sugere que Bean encha o peru enquanto distrai os Griersons durante o jantar. Enquanto o recheia, Bean perde o seu relógio de pulso e coloca a sua cabeça dentro do alimento para procurar o objeto, mas acaba ficando preso; o peru é arrancado de sua cabeça por David. Esta piada já foi utilizada no episódio "Merry Christmas Mr. Bean" da série original.[4][5]

O lançamento internacional inclui duas cenas alternativas em cada ponta da cena excluída do peru para explicar sua ausência:
- Ao procurar na geladeira, Bean encontra duas salsichas, mas David acha que os Griersons estão esperando algo um pouco mais formal. Bean então encontra a cebola, mais tarde oferecida como o aperitivo e, depois, o peru. Incapaz de encontrar alguma outra coisa, David pergunta a Bean se ele já preparou um peru antes, a qual ele responde "Ah sim". David aponta para o relógio na cozinha para dizer a Bean que levaria cerca de cinco horas para o peru ficar pronto e Bean responde "não necessariamente".
- Enquanto forçam o peru para dentro do forno de microondas, um papel é invertido, no qual Bean, em vez de David, sugere que o alimento seja esquentado por 20 minutos. Nessa cena, o cabelo de Bean está limpo, dando a entender que ele ainda não havia recheado o peru.[6]

De acordo com Rowan Atkinson, no documentário Bean Scenes Unseen, a razão para a existência de duas versões da cena são as reações muito diferentes do público americano e europeu nas sessões de teste.

## Trilha sonora
A pontuação original do filme foi de Howard Goodall, que também escreveu a música para a série de televisão, embora o tema original de Mr. Bean não tenha sido usado no filme. Outras músicas não-originais também foram apresentadas, em particular, a música "Yesterday" dos Beatles (cantado no filme por
Wet Wet Wet).
A trilha sonora do CD apresenta a capa OMC do I Love LA, apesar do original por Randy Newman ser a versão vista no filme. O álbum também apresenta uma música não usada no filme, uma capa da música de Alice Cooper "Elected" (do álbum Billion Dollar Babies) realizada pelo famoso cantor de Iron Maiden e o ícone de heavy metal Bruce Dickinson, que apresenta dubs de som do Sr. Promessas da campanha de fetiche. Isso foi usado para Comic Relief em 1992.
Boyzone também lançou uma música para o filme, intitulada "Picture of You".
1. "Picture of You" -  Boyzone
2. "I Get Around" - The Beach Boys
3. "Walking on Sunshine" - Katrina and the Waves
4. "Yesterday" - Wet Wet Wet
5. "Running Back For More" - Louise
6. "That Kinda Guy" - Thomas Jules-Stock
7. "Give Me a Little More Time" - Gabrielle
8. "I Love L.A." - OMC
9. "He's A Rebel" - Alisha's Attic
10. "Stuck in the Middle with You" - Susanna Hoffs
11. "Art For Art's Sake"- 10cc
12. "Have Fun Go Mad" - Blair
13. "Can We Talk (Pure Radio Mix)" - Code Red
14. "Bean Theme (ao som do piano)" - Howard Goodall
15. "Elected" - Mr. Bean, The Smear Campaign e Bruce Dickinson

## Recepção

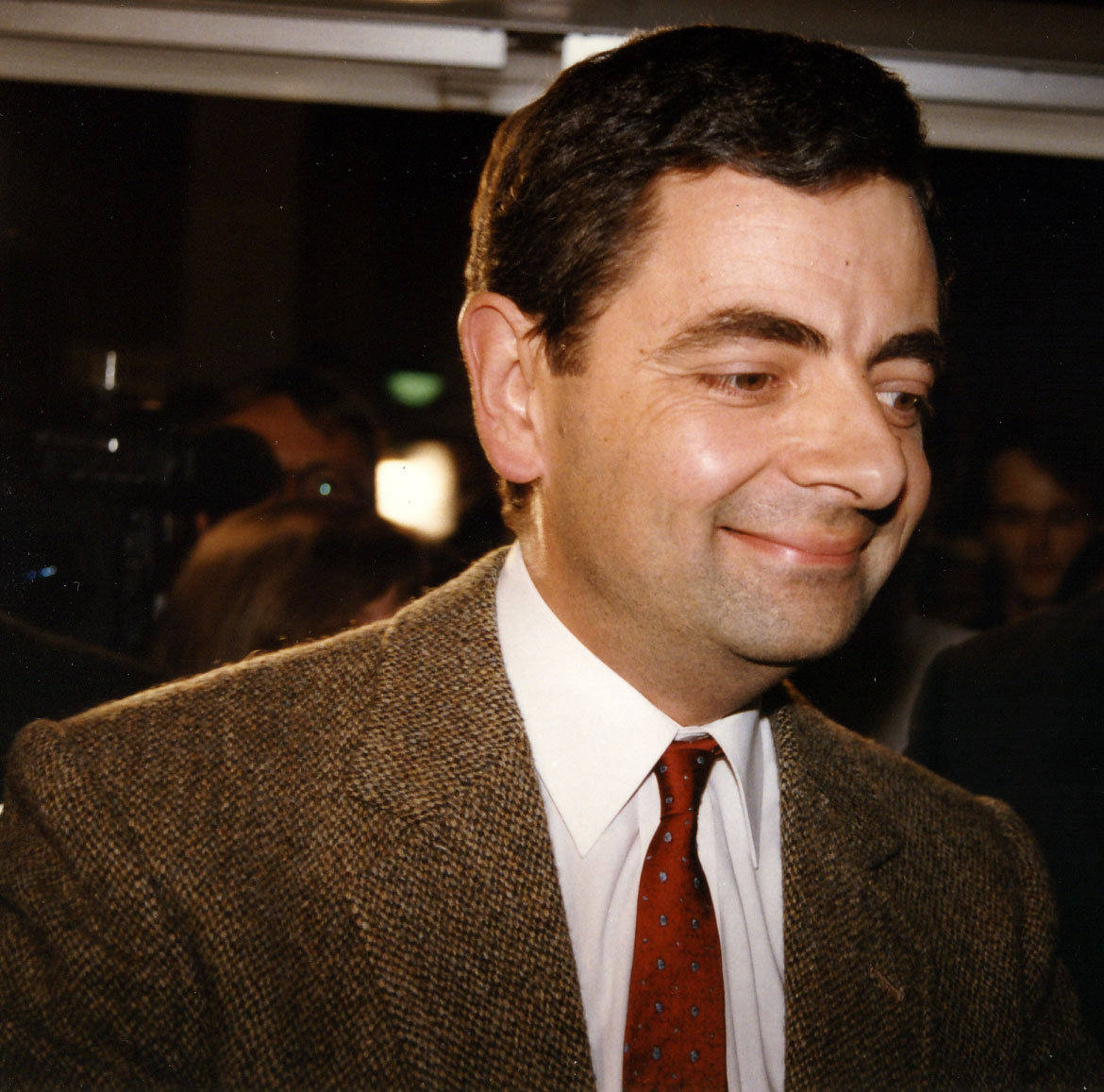
Rowan Atkinson promovendo o filme Bean no Cinema UCI em Hürth, Alemanha em agosto de 1997.

### Comercial
Inicialmente, Bean recebeu um lançamento limitado em 17 de outubro de 1997 nos Estados Unidos em 242 cinemas e arrecadou US$ 2.255.233 com uma média de US$ 9.319 por teatro e ocupando o 10º lugar nas bilheterias do país. Após seu lançamento amplo, em 7 de novembro de 1997, o filme arrecadou US$ 12.733.827 em seu fim de semana de estréia, sendo disponibilizado em 1.948 cinemas, com uma média de US$ 6.536 por sala e ficando na segunda posição na bilheteria doméstica; no final de sua exibição teatral, o filme arrecadou US$ 45.319.423 no mercado americano e US$ 205.893.247 no exterior, para um total mundial de US$ 251.212.670. Considerando seu orçamento de US$ 18 milhões, o filme se tornou um sucesso financeiro.

### Recepção crítica
O filme foi criticado por romper com a tradição da série original, que era de ter Mr. Bean como o foco principal da história e pela alegada "americanização" necessária para vendê-lo no exterior (Bean é chamado de "Dr. Bean", em vez de "Mr. Bean", e também fala de forma inteligível, embora com aparente dificuldade, em oposição aos seus frequentes murmúrios da série de TV).[carece de fontes?]
No site agregador de críticas Rotten Tomatoes, o filme tem uma taxa de aprovação de 41% com base em 32 avaliações, com uma classificação média de 5.3/10; o consenso crítico do site diz: "Bean se orgulha de ter como ator principal um comediante terrivelmente talentoso no papel-título, mas seus constantes acidentes cômicos e suas palhaçadas tolas rapidamente se desgastam". No agregador Metacritic o filme é computado com a pontuação de 52/100, com base em 20 resenhas, indicando "revisões mistas ou médias".